# Erhard Fappani
Pour les articles homonymes, voir Fappani.
Erhard Fappani (né le 9 octobre 1936 à Schwanden et mort le 22 février 1999 à Maur) est un artiste peintre suisse. Il a collaboré avec Rosemarie Fappani, sa femme, elle-même artiste peintre. Il a travaillé, entre autres, sur des thématiques inspirées par la localité suisse de Vättis : des paysages de montagnes.